# Gowjeh Kand
Gowjeh Kand (persiska: گوجه كند, كوجاكَند) är en ort i Iran.   Den ligger i provinsen Kurdistan, i den nordvästra delen av landet, 300 km väster om huvudstaden Teheran. Gowjeh Kand ligger 1 658 meter över havet och antalet invånare är 153.
Terrängen runt Gowjeh Kand är platt norrut, men söderut är den kuperad. Gowjeh Kand ligger nere i en dal.Runt Gowjeh Kand är det ganska tätbefolkat, med 56 invånare per kvadratkilometer. Närmaste större samhälle är Gīlaklū, 17,1 km söder om Gowjeh Kand. Trakten runt Gowjeh Kand består i huvudsak av gräsmarker.